# Mollet del Vallès
Mollet del Vallès est une commune de la province de Barcelone, en Catalogne, en Espagne, de la comarque du Vallès Oriental.

## Géographie
Commune située dans la banlieue au nord de Barcelone.

### Voies de communication et transports

#### Voies de communication
Accès avec les autoroutes AP-7, C-17 et C-33.

#### Transports
Par rail gare de Mollet-Sant Fost ligne Castellbisbal / el Papiol - Mollet, ligne Barcelone - Ripoll, ligne R2, ligne R3, ligne R7, ligne R8,  avec la compañía de los ferrocarriles de Tarragona a Barcelona y Francia, 

## Histoire
Voir : Bataille de Mollet
L'engagement de la ville en faveur d'un développement urbain respectueux de l'environnement lui a valu en 2016 le premier Prix de la Feuille verte décerné par la Commission européenne, aux côtés de la ville portugaise de Torres Vedras.

## Politique et administration
La ville de Mollet del Vallès comptait 51 133 habitants aux élections municipales du 26 mai 2019. Son conseil municipal (en espagnol : Pleno del Ayuntamiento) se compose donc de 25 élus.
Depuis les premières élections municipales démocratiques de 1979, la ville a été dirigée par des maires de gauche et de centre gauche, principalement issus du Parti des socialistes de Catalogne (PSC).

### Maires
| Mandat    | Maire | Maire                                            | Parti | Majorité |
| --------- | ----- | ------------------------------------------------ | ----- | -------- |
| 1979-1983 |       | Anna Bosch (ca)                                  | PSUC  | 9 / 21   |
| 1983-1987 |       | Carme Coll (ca)                                  | PSUC  | 6 / 21   |
| 1987-1991 |       | Montserrat Tura (ca)                             | PSC   | 9 / 21   |
| 1991-1995 |       | Montserrat Tura (ca)                             | PSC   | 11 / 21  |
| 1995-1999 |       | Montserrat Tura (ca)                             | PSC   | 10 / 21  |
| 1999-2003 |       | Montserrat Tura (ca)                             | PSC   | 13 / 21  |
| 2003-2007 |       | Montserrat Tura (ca) Josep Monràs (ca) (12/2003) | PSC   | 10 / 21  |
| 2007-2011 |       | Josep Monràs (ca)                                | PSC   | 15 / 25  |
| 2011-2015 |       | Josep Monràs (ca)                                | PSC   | 12 / 25  |
| 2015-2019 |       | Josep Monràs (ca)                                | PSC   | 7 / 25   |
| 2019-2023 |       | Josep Monràs (ca) Mireia Dionisio (ca) (2022)    | PSC   | 10 / 25  |
| 2023-2027 |       | Mireia Dionisio (ca)                             | PSC   | 12 / 25  |

## Économie
Une usine chimique du groupe Kao Corporation est présente sur la commune. Elle y produit des agents tensioactifs cationiques ainsi que des lactones et des aldéhydes. Elle est classée Seveso 2.
Une usine chimique du groupe Arkema est également présente. Elle y produit des résines synthétiques.
Euromed possède son siège social, son centre de recherche ainsi qu'un de ses deux sites de production. Elle extrait des principes actifs naturels. 
Merck possède deux unités de production sur le même site. Une unité pharmaceutique et l'autre chimique.
Industrias Quìmicas del Vallés possède son siège social ainsi qu'un site de production. Ils produisent des produits agropharmaceutiques, principalement à base de cuivre.

## Personnalités
- Joan Abelló i Prat (1922-2008), artiste peintre
- Jordi Solé Tura (1930-2009), homme politique
- Manolo Carot (1976-), illustrateur
- Josep Maria Pou (1944-), acteur
- Anna Simon (1982-), journaliste[1]
- Alexia Putellas (1994-) footballeuse
- Pol Lirola (1997), footballeur

## Jumelage

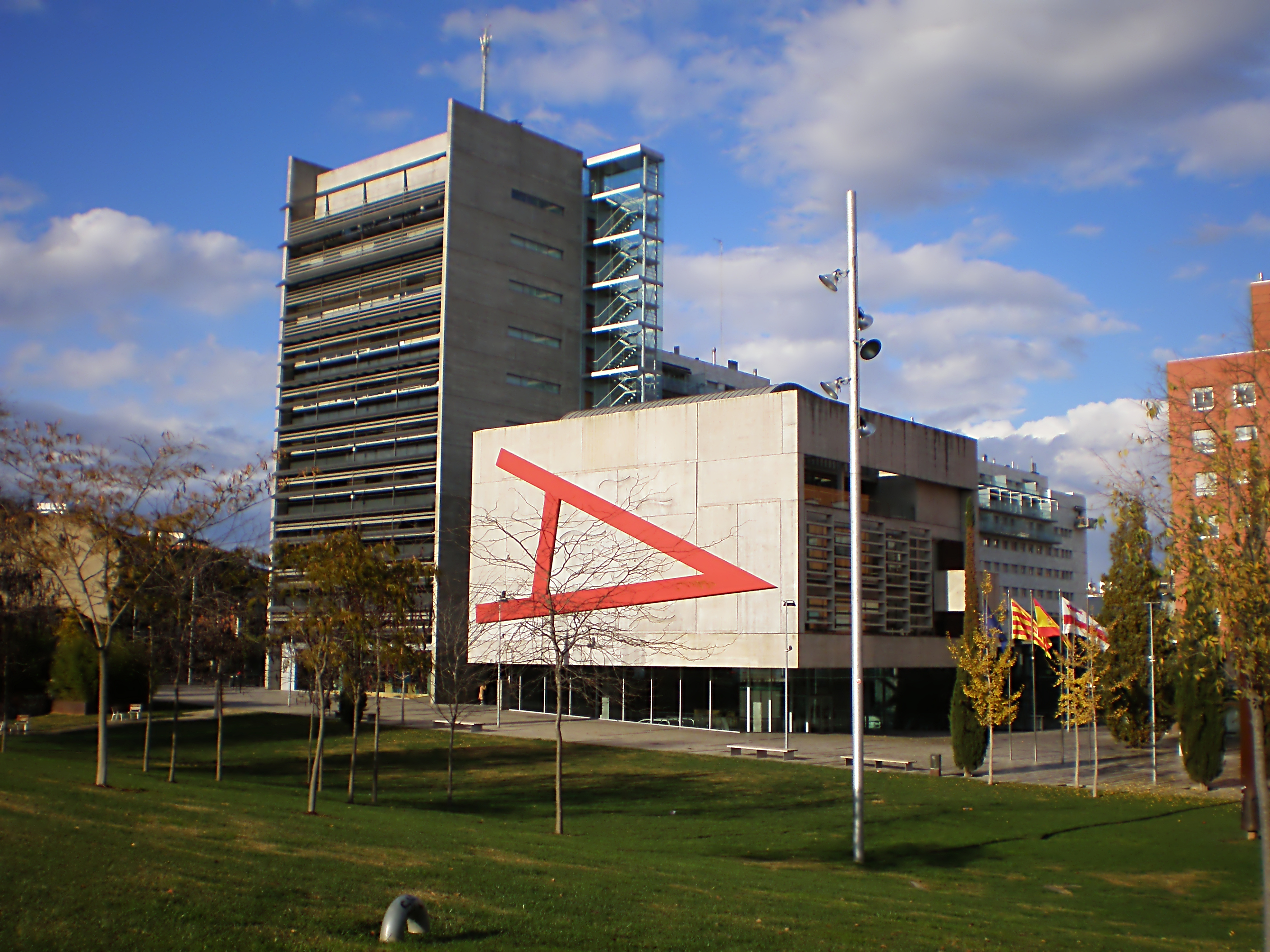
Mairie de Mollet del Vallès